# Crombec de Chapin
Sylvietta leucophrys chapini
Pour les articles homonymes, voir Chapin.
Sous-espèce
Le Crombec de Chapin (Sylvietta leucophrys chapini Schouteden, 1947) est une sous-espèce énigmatique de passereaux de classification incertaine. Selon certains auteurs, il s'agit d'une sous-espèce de Sylvietta leucophrys, mais comme elle n'a pas été étudiée de manière approfondie, il pourrait s'agir d'une espèce à part entière.
Le nom de cette sous-espèce commémore l'ornithologue américain James Paul Chapin (1889-1964).